# Condoman
Condoman («El Hombre Condón») es un superhéroe indígena australiano creado en 1987 como mascota de una campaña de prevención de la infección por virus de la inmunodeficiencia humana (VIH) que fomentaba el uso del preservativo entre los indígenas de Australia y los isleños del estrecho de Torres. Representado como un hombre indígena con un traje rojo, negro y amarillo inspirado en la bandera de los aborígenes de Australia, apareció inicialmente en carteles del norte de Queensland con el mensaje Don't be shame, be game - use frenchies! («¡No te avergüences, anímate, usa frenchies!», frenchies siendo un término slang local para referirse a los preservativos, que posteriormente se cambió a Don't be shame, be game - use condoms!, «¡No te avergüences, anímate, usa condones!» para una mayor difusión). Condoman fue diseñado para promover prácticas de sexo seguro cuando la crisis del sida comenzó a llegar a Australia, y llegaría a ser reconocido como un símbolo importante en la historia del VIH/sida en Australia y como un caso exitoso de iniciativas de salud lideradas por indígenas.

## Antecedentes y diseño
Cuando el virus de la inmunodeficiencia humana (VIH), causante del síndrome de inmunodeficiencia adquirida (sida), apareció por primera vez en Australia, los indígenas australianos y los isleños del estrecho de Torres fueron identificados como un grupo demográfico particularmente vulnerable. Los australianos indígenas presentan resultados de salud desproporcionadamente peores en comparación con la población australiana no indígena, y el personal sanitario temía que el VIH pudiera devastar a las comunidades indígenas.
En 1987, Gracelyn Smallwood, enfermera registrada y comadrona, se convirtió en representante de los aborígenes e isleños del Estrecho de Torres ante la Comisión Nacional Asesora sobre el Sida (NACAIDS) tras la renuncia de David Penington al cargo. Smallwood, una mujer indígena de ascendencia birrigubba, kalkadoon e isleños de los mares del Sur, fue fundadora del Servicio de Salud de Aborígenes e Isleños de Townsville que se interesó en la prevención de la infección por VIH después de visitar a un amigo VIH positivo gravemente enfermo en los Estados Unidos en 1985. Smallwood identificó que los mensajes de salud pública desarrollados por la Comisión mayoritariamente blanca hasta el momento, incluido un comercial de televisión que representa a la Muerte en una bolera derrotando a víctimas del sida, no resonarían con muchos indígenas australianos, especialmente aquellos en comunidades remotas, debido a las diferencias culturales. En respuesta a las preocupaciones de Smallwood, el entonces ministro de salud, Neal Blewett, le otorgó $5000 en fondos federales para crear un programa de educación sobre el VIH/sida para los indígenas australianos. Smallwood reunió a un equipo de trabajadores sociales y de la salud que viajaron a comunidades indígenas de Queensland para impartir talleres sobre la prevención del VIH y recopilar opiniones, en particular de los ancianos aborígenes. El concepto de Condoman se propuso por primera vez en uno de los talleres, cuando un anciano sugirió: «podemos tener nuestro propio héroe negro y llamarlo 'hombre condón'».
El primer diseño de Condoman fue esbozado por Ingrid Hoffmann, diseñadora gráfica contratada por el gobierno federal para el programa de Smallwood. Hoffman trazó sobre una imagen del personaje de cómic The Phantom, popular en el norte de Queensland en ese momento, dándole al personaje piel oscura y un atuendo con los colores de la bandera de los aborígenes de Australia. El personaje fue concebido como un modelo a seguir para los hombres indígenas, vinculando la masculinidad con prácticas de sexo seguro y presentando a las personas indígenas como héroes en la lucha contra el VIH en lugar de víctimas. Consciente de la incomodidad que rodea las discusiones sobre sexo e infecciones de transmisión sexual en algunas comunidades, el mensaje fue diseñado para desestigmatizar el tema del uso del condón utilizando un lenguaje simple y positivo. Este boceto inicial fue enviado a un equipo de diseño que incluía a la artista australiana Alison Alder para su posterior desarrollo y, tras la aprobación del Ministerio de Salud, la primera serie de carteles que representaban a Condoman apareció en el norte de Queensland a finales de 1987.

## Campaña
Los carteles originales que representaban a Condoman incluían el texto Don't be shame, be game - use frenchies! («¡No te avergüences, anímate, usa frenchies!»), utilizando un término slang para referirse a los condones, frenchies, común en el norte de Queensland en aquella época. Versiones posteriores del cartel, distribuidas en otras partes de Australia, lo cambiaron a Don't be shame, be game - use condoms! («¡No te avergüences, anímate, usa condones!») mientras que las versiones del cartel utilizadas en las escuelas llevaban el mensaje más discreto de Protect yourself! («¡Protégete!»). El personaje se hizo popular, y Smallwood llegó a filmar un anuncio educativo con el maestro de escuela y jugador de fútbol australiano de la Universidad James Cook, Richard Blackman, interpretando al personaje de Condoman con un disfraz cosido por la madre de Smallwood. El anuncio, filmado en un carnaval de fútbol, muestra a una joven pareja indígena preparándose para tener relaciones sexuales por primera vez cuando Condoman salta de un árbol con una caja de condones en la mano, diciéndoles a los adolescentes su frase Don't be shame, be game - use frenchies!. Actores que interpretaban al personaje aparecían en eventos culturales indígenas para distribuir condones y promover el sexo seguro interactuando directamente con los miembros de la comunidad, y en 1991, un actor vestido como Condoman apareció en el Sydney Easter Show para repartir material apto para niños. Otros productos producidos con la imagen y el mensaje de Condoman incluían camisetas, pegatinas, imanes para el refrigerador, frisbees e insignias.
La campaña Condoman fue relanzada en 2009 por el programa 2Spirits (anteriormente el Proyecto de VIH/sida para Aborígenes e Isleños del Estrecho de Torres de Queensland) con el objetivo de brindar educación sexual segura y reducir el estigma asociado, en particular para hombres gais indígenas, sistergirls (un tipo de persona de género no conforme) y personas con VIH. La nueva campaña incluyó un rediseño de Condoman y la incorporación de nuevos personajes, incluyendo a su sidekick femenina, Lubelicious, y un elenco de villanos que representan las infecciones de transmisión sexual y el estigma relevante. Como parte de la nueva campaña, se produjeron recursos educativos, cómics, mensajes de radio y nuevo vestuario para eventos en vivo.

## Recepción y legado
El personaje de Condoman tuvo una buena acogida en las comunidades indígenas tras el lanzamiento inicial de la campaña en 1987. Aunque inicialmente estaba dirigida al norte de Queensland, fue rápidamente adoptada por los trabajadores de la salud de toda Australia. La campaña ha sido reconocida internacionalmente por su éxito como programa de prevención del VIH y como iniciativa de atención médica dirigida por la comunidad. Aunque los resultados generales de salud para los australianos indígenas siguen siendo los peores de Australia, las tasas de infección por VIH se han mantenido en un nivel bajo y estable, y no hay una discrepancia significativa en las tasas de mortalidad o morbilidad de los australianos indígenas VIH positivos en comparación con la población australiana no indígena.
Gracelyn Smallwood sería invitada a ser oradora principal en una conferencia de la Organización Mundial de la Salud en Londres en 1988, en reconocimiento a sus esfuerzos en la prevención del VIH y el éxito de la campaña Condoman, y luego realizaría una gira por los Estados Unidos para hablar ante las comunidades afroestadounidenses y nativas americanas sobre salud sexual.
Los carteles originales de Condoman ahora se consideran un objeto de colección, y una colección de parafernalia de la campaña de Condoman se exhibe en el Instituto Australiano de Estudios Aborígenes e Isleños del Estrecho de Torres en Camberra.